# Mainfähre Segnitz
Die ehemalige Mainfähre Segnitz war eine Fähre auf dem Main. Sie verkehrte zwischen Segnitz und dem gegenüberliegenden Marktbreit im heutigen Landkreis Kitzingen. Mit dem Bau der Segnitzer Mainbrücke im Jahr 1893 wurde die Fähre aufgegeben.

## Geschichte
Erstmals erwähnt wurde die Fähre im Jahr 1454. Der damalige Dorfherr von Segnitz, Engelhard von Seinsheim, ließ die Rechte seiner Herrschaft in einem Buch aufzeichnen. In Segnitz bestand demnach eine Fahrgerichtigkeit, die von sogenannten „Fergen“, also Fährern, betrieben wurde. Die Segnitzer Fährer waren allerdings dem Gericht in Niedernbreit, dem heutigen Marktbreit, zugeordnet. Es ist jedoch wahrscheinlich, dass der Übergang bereits zuvor existierte. 
Im Jahr 1500 legte der Abt Georg Truchseß von Wetzhausen aus dem Kloster Auhausen das Fährrecht für Segnitz neu fest. So setzte man zwei unterschiedliche Fährschiffe für den Transport ein. Wahrscheinlich wurde die Fähre an sogenannte Beständer übergeben, die das Fährrecht in Erbpacht von der Gemeinde oder der Dorfherrschaft erhielten. Im Jahr 1573 lieferten die Segnitzer Fährer Sand zum Pflastern der Marktbreiter Schustergasse.
Nach dem Dreißigjährigen Krieg, im Jahr 1658, stritten sich die Fährer Martin Ziegler und die Witwe des Christoph Bender mit der Gemeinde Segnitz. Die Fährleute hatten es versäumt eine Tafel mit den Tarifen für die Überfahrt aufzuhängen. Die Dorfherren von Segnitz beteiligten sich auf beiden Seiten im Streit. Letztendlich wurde eine Kommission eingesetzt, die zu dem Schluss kam, dass die Gemeinde den Fährern das Recht abkaufen solle. Erst 1657 war ein neues Fährschiff angekauft worden.
Daraufhin verkaufte Martin Ziegler seinen Anteil, während Katharina Bender, inzwischen mit Georg Furkel verheiratet, das Recht behielt. Im Jahr 1784 ruhte der Fährverkehr zeitweise, weil ein Hochwasser die Überfahrt unmöglich machte. 1796 wurde der Fährer Wolfgang Merck verpflichtet, französische Soldaten überzusetzen. Gegen Ende des 18. Jahrhunderts nahm der Verkehr an der Fährstelle drastisch zu und führte in der Folgezeit zu einigen Problemen.
Mit dem wachsenden Holzhandel auf dem Main etablierte man die neue Lände direkt oberhalb der Fährstelle. So war den Fuhrwerken, die übersetzen wollten, der Zugang zur Fähre gesperrt. Im Jahr 1852 legte der Fährmann Georg Furkel junior deshalb beim Landgericht Ochsenfurt Beschwerde ein. Dennoch behinderte auch noch im Jahr 1870 der Holzanlandeplatz die Fährstelle und erschwerte den Fährern Georg Furkel junior und Christoph Reichenbach den Broterwerb.
Im Jahr 1882 erhielt Segnitz die Genehmigung eine Querkette durch den Main zu legen. Der Plan wurde nicht ausgeführt, weil sich bald darauf die Kettenschifffahrt an einer Längskette etablierte. Im Zuge der Industrialisierung drängten die Marktbreiter und Segnitzer Unternehmer auf den Bau einer Brücke, die schließlich am 3. Dezember 1893 eingeweiht werden konnte. Im Jahr 1896 ließ sich der letzte Fährmann Georg Furkel junior abfinden.
Die Segnitzer Mainbrücke wurde in den letzten Tagen des Zweiten Weltkrieges, in der Nacht vom 3. auf den 4. April 1945, im sinnlosen Rückzugsgefecht der Wehrmacht gesprengt. Bereits kurze Zeit später planten die Segnitzer den Wiederaufbau ihrer Brücke. Dennoch verkehrte zwischen 1945 und dem 15. Mai 1949, dem Einweihungstag der neuen Mainbrücke, wiederum eine Schelchfähre auf dem Main.

## Technik
Bereits in der Frühen Neuzeit bestanden in Segnitz zwei unterschiedliche Fährschiffe. Auf einem großen Schelch konnten vier Pferde, vier Personen und 18 Eimer Wein übergesetzt werden, während ein kleinerer Nachen 12 Personen fasste. Im 19. Jahrhundert wurde die Anlage durch ein Fährschiff aus Metall ersetzt, das mit einem Motor angetrieben wurde. Während der Neuerrichtung der Segnitzer Mainbrücke verkehrte dann wieder ein Schelch.